# Jojoushi
"Jojoushi" (叙情詩, Jojōshi, Poesia Lírica) é o vigésimo oitavo single da banda japonesa L'Arc~en~Ciel, lançado em 18 de maio de 2005 pela Ki/oon Records. Estreou na primeira posição da parada Oricon Singles Chart. O videoclipe de "Jojoushi" foi nomeado para o Japan Media Arts Festival 2005.

## Faixas
Todas as letras escritas por Hyde. 
| N.º            | Título                                          | Música         | Duração |  |
| 1.             | "Jojōshi" (叙情詩)                              | Ken            | 5:11    |  |
| 2.             | "Heaven's Drive 2005" (P'unk~en~Ciel)           | Hyde           | 3:48    |  |
| 3.             | "Jojoushi" (Hydeless Version)                   | Ken            | 5:10    |  |
| 4.             | "Heaven's Drive 2005" (Tetsu P'unkless Version) | Hyde           | 3:47    |  |
| Duração total: | Duração total:                                  | Duração total: | 17:58   |  |

## Desempenho
| Parada (2005) | Melhor posição |
| ------------- | -------------- |
| Oricon        | #1             |

## Ficha técnica
- Hyde – vocais
- Ken – guitarra
- Tetsu – baixo
- Yukihiro – bateria